# Gartow (Wusterhausen/Dosse)

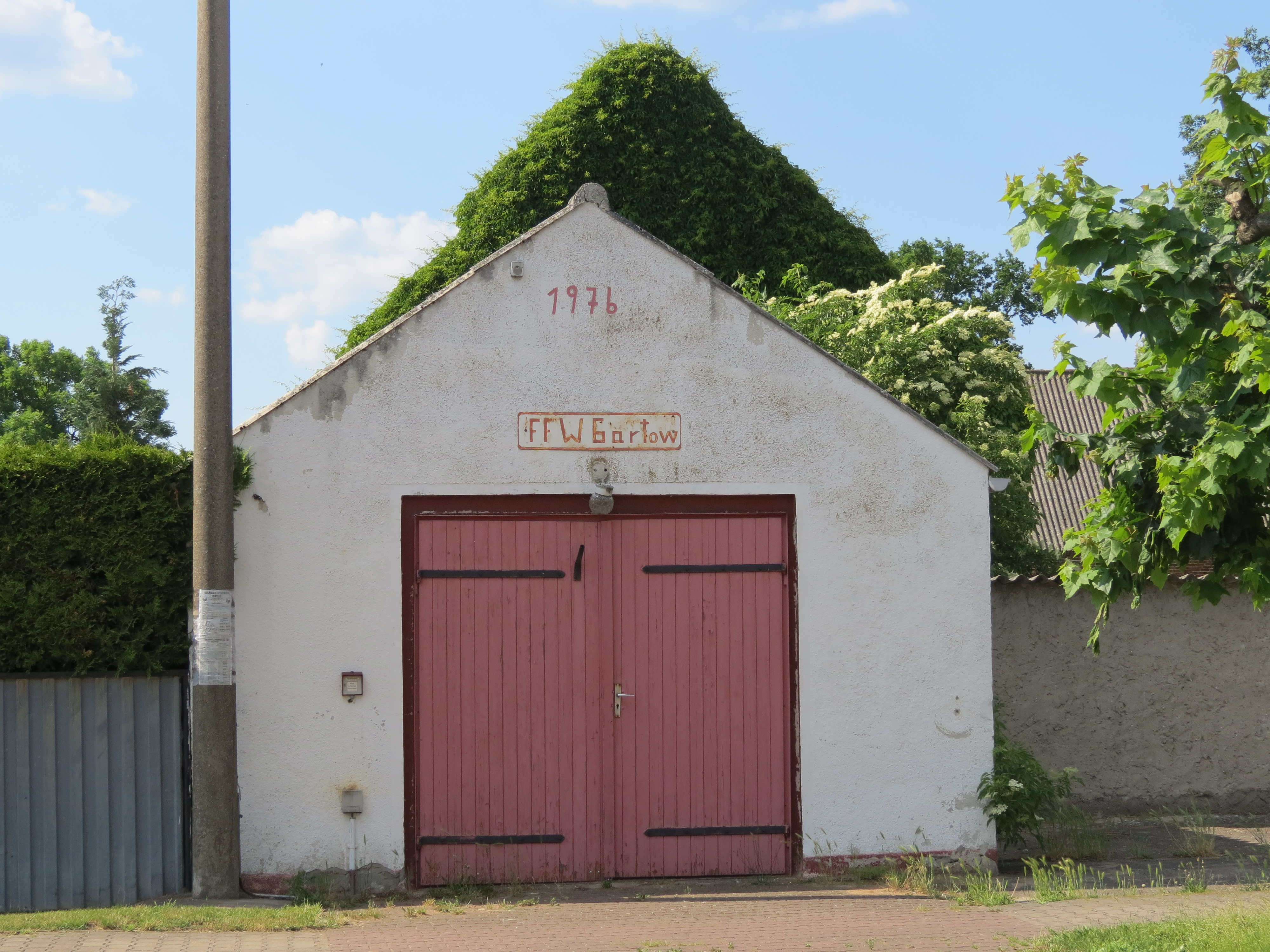
Feuerwehrhaus von 1976

Gartow ist ein Ortsteil der Gemeinde Wusterhausen/Dosse im Landkreis Ostprignitz-Ruppin (Brandenburg). Der Ort war bis zu seiner Eingliederung 1997 in die Stadt Wusterhausen/Dosse eine eigenständige Gemeinde.

## Geographie
Gartow liegt vier Kilometer Luftlinie östlich von Wusterhausen/Dosse. Die Gemarkung grenzt im Norden an Brunn, im Osten an Dessow, im Süden an Ganzer und Metzelthin und im Westen an die Gemarkung von Wusterhausen/Dosse. Gartow ist über die K6806 auf direktem Weg von Wusterhausen/Dosse zu erreichen; die Straße führt weiter nach Dessow. Kleinere Straßen verbinden den Ort auch mit Metzelthin und Brunn.
Im Süden bildet der Metzelthiner Landwehrgraben die Grenze zur Gemarkung Metzelthin. Im Nordosten bildet der Gartower Grenzgraben die Grenze zur Gemarkung Wusterhausen/Dosse. Mehrere Gräben durchziehen die Gemarkung, die Verbindung mit diesen beiden Fließgewässern haben. Einige Gräben ziehen auch zum nordöstlich außerhalb der Gemarkung gelegenen Koppellucher Graben.

## Geschichte
Der Ort wird 1293 erstmals als Garthowe urkundlich genannt. Der Name leitet sich wahrscheinlich von einer altpolab. Grundform *Chartov- = Ort, wo es Windhunde gibt ab. Eine andere Deutung wäre die Ableitung von einem Personennamen *Chart, also Ort eines Chart. Nach der Dorfstruktur ist es ein Angerdorf mit Gut.

### Besitzgeschichte
Das Landregister des Grafen Johann von Lindow von 1491 gewährt einen detaillierten Einblick in die spätmittelalterlichen Besitzverhältnisse in Gartow. Die einzelnen Rechte und Abgaben waren stark zersplittert und gingen an sieben verschiedene Grundherren bzw. Nutznießer der Geld- und Naturalabgaben der Bauern und Kossäten. In den meisten Fällen gingen sogar die Abgaben eines Bauernhofes nicht nur an einen einzigen Besitzer, sondern an mehrere Nutznießer. Die Gründe für diese starke Zersplitterung der Rechte lässt sich nicht (mehr) ermitteln. Die folgende Tabelle gibt eine Übersicht über Bauern/Kossäten, deren Abgaben und deren Nutznießer.
| Bauer/Kossät                  | Anzahl Hufen | Abgaben | Nutznießer                                                                                         |
| ----------------------------- | ------------ | --- | -------------------------------------------------------------------------------------------------- |
| Claus Vram                    | 2 Hufen      | 1 Wispel Roggen, 18 Scheffel Gersten, 16 Scheffel Hafer, 1 Scheffel Erbsen, 30 Schillinge Pfennige                                       | Henning von Gühlen von Barsikow, Hermann von Brunn zu Gartow, Berthold von Kahlbutz und von Fabian |
| Simon Schimeke                | 2 Hufen      | 22 Scheffel Roggen, 16 Scheffel Gersten, 12 Schillinge Pfennige, ein halber Wispel Hafer und 1 Scheffel Erbsen                           | von Fabian                                                                                         |
| dito                          | dito         | 4 Scheffel Hafer, 2 Scheffel Roggen, 2 Scheffel Gersten                                                                                  | von Kahlbutz                                                                                       |
| dito                          | dito         | 12 Schillinge | Hermann von Brunn                                                                                  |
| dito                          | dito         | 4 Schillinge | Henning von Gühlen                                                                                 |
| dito                          | dito         | 2 Schillinge | von Rathenow                                                                                       |
| Claus Seger                   | 1½ Hufen     | 1 Wispel Roggen, 18 Scheffel Gerste, 16 Scheffel Hafer, 30 Schillinge, Dienst, Zehnt, Rauchhuhn                                          | von Schönermark                                                                                    |
| Clawes Schulte                | 2 Hufen      | 22 Scheffel Roggen, 16 Scheffel Gersten, ½ Wispel Hafer, 1 Scheffel Erbsen, 22 Schillinge                                                | von Fabian                                                                                         |
| dito                          | dito         | 8 Scheffel verschiedenes Korn | von Kahlbutz                                                                                       |
| dito                          | dito         | 4 Schillinge | von Rathenows Kinder                                                                               |
| dito                          | dito         | 4 Schillinge | Henning von Gühlen                                                                                 |
| Achim Teterow                 | 2 Hufen      | 1 Wispel Roggen, weniger 2 Scheffel, 1 Scheffel Erbsen                                                                                   | von Fabian                                                                                         |
| dito                          | dito         | 2 Scheffel Roggen | von Kahlbutz                                                                                       |
| dito                          | dito         | 18 Schillinge Pfennige, 8 Schillinge | Hermann von Brunn                                                                                  |
| dito                          | dito         | 4 Schillinge | Henning von Gühlen                                                                                 |
| dito                          | dito         | 4 Scheffel Hafer, 2 Scheffel Roggen, 2 Scheffel Gerste                                                                                   | von Kahlbutz                                                                                       |
| Mewes Heger                   | 2 Hufen      | 1 Wispel Roggen, 18 Scheffel Gersten, 15 Schillinge Pfennige                                                                             | Roleke Borchagen                                                                                   |
| dito                          | dito         | 1 Scheffel Erbsen, Dienst, Zehnt und Rauchhuhn                                                                                           | von Fabian                                                                                         |
| dito                          | dito         | 18 Schillinge Pfennige, 8 Schillinge | Hermann von Brunn                                                                                  |
| dito                          | dito         | 4 Schillinge | Henning von Gühlen                                                                                 |
| Hans Ludeke                   | 2 Hufen      | 22 Scheffel Roggen, 16 Scheffel Gersten, ein halber Wispel Hafer, 22 Schillinge Pfennige, 1 Scheffel Erbsen, Dienst, Zehnt und Rauchhuhn | von Fabian                                                                                         |
| dito                          | dito         | 4 Scheffel Hafer, 2 Scheffel Roggen, 2 Scheffel Gersten                                                                                  | Hermann von Brunn                                                                                  |
| dito                          | dito         | 4 Schillinge Pfennige, 4 Schillinge | Henning von Gühlen                                                                                 |
| Claus Wagenitz                | 2 Hufen      | 22 Scheffel Roggen, 16 Scheffel Gerste, ein halber Wispel Hafer, 1 Scheffel Erbsen, 22 Schillinge Pfennige, Zehnt, Dienst und Rauchhuhn  | von Fabian                                                                                         |
| dito                          | dito         | 4 Scheffel Hafer, 2 Scheffel Roggen, 2 Scheffel Gersten, 4 Schillinge Pfennige                                                           | Hermann von Brunn                                                                                  |
| dito                          | dito         | 4 Schillinge Pfennige | Henning von Gühlen auf Barsekow                                                                    |
| Hermann Kletze                | 2 Hufen      | 6 Scheffel Roggen, 6 Scheffel Gersten, ein halber Wispel Hafer, 1 Scheffel Erbsen, 8 Schillinge Pfennige, Dienst, Zehnt und Rauchhuhn    | von Fabian                                                                                         |
| dito                          | dito         | 10 Scheffel Gersten, 16 Scheffel Roggen, 15 Schillinge Pfennige                                                                          | Roleke Borchagen                                                                                   |
| dito                          | dito         | 4 Schillinge Pfennige | Henning von Gühlen                                                                                 |
| dito                          | dito         | 4 Scheffel Hafer, 2 Scheffel Roggen, 2 Scheffel Gersten, 4 Schillinge Pfennige                                                           | Hermann von Brunn                                                                                  |
| Jacob Havener                 | 1 Hufe       | ein halber Wispel Roggen, 9 Scheffel Gersten, 8 Scheffel Hafer, ein Viertel Erbsen, 10 Schillinge Pfennige, Dienst, Zehnt und Rauchhuhn  | Hermann von Brunn                                                                                  |
| dito                          | dito         | 5 Schillinge Pfennige | Rathenows Kinder                                                                                   |
| dito                          | dito         | 1 Viertel Erbsen | von Fabian                                                                                         |
| Mewes Schomaker               | Kossät       | 1 Scheffel Roggen, 1 Scheffel Gersten, 6 Pfennige Zehnt, Dienst und Rauchhuhn                                                            | von Fabian                                                                                         |
| Hans Schere                   | Kossät       | 1 Scheffel Roggen, 1 Scheffel Gersten, 6 Pfennige Zehnt, Dienst und Rauchhuhn                                                            | von Fabian                                                                                         |
| Hans Schunke                  | Kossät       | 1 Scheffel Roggen, 1 Scheffel Gersten, 6 Pfennige Zehnt, Dienst und Rauchhuhn                                                            | von Fabian                                                                                         |
| Peter Radeker                 | Kossät       | 1 Scheffel Roggen, 1 Scheffel Gersten, 6 Pfennige Zehnt, Dienst und Rauchhuhn                                                            | von Fabian                                                                                         |
| Achim Lemme                   | Kossät       | 1 Scheffel Roggen, 1 Scheffel Gersten, 6 Pfennige Zehnt, Dienst und Rauchhuhn                                                            | Hermann von Brunn                                                                                  |
| Claus Klemann                 | Kossät       | 2 Scheffel Roggen, 2 Scheffel Gersten, 1 Schilling Pfennige, schmaler Zehnt, Dienst und Rauchhuhn                                        | Hermann von Brunn                                                                                  |
| dito                          | dito         | Dienst und Rauchhuhn | von Fabian                                                                                         |
| Kersten Tiden                 | Kossät       | 1 Scheffel Roggen, 1 Scheffel Gersten, 6 Pfennige Zehnt                                                                                  | Hermann von Brunn                                                                                  |
| dito                          | dito         | Dienst und Rauchhuhn | von Fabian                                                                                         |
| Claus Kletze                  | Kossät       | 1 Scheffel Roggen, 1 Scheffel Gersten, 6 Pfennige Zehnt, Dienst und Rauchhuhn                                                            | von Fabian                                                                                         |
| 10 Bauernhöfe, 8 Kossätenhöfe | 18½ Hufen    | – | –                                                                                                  |

Im weiteren Verlauf der Geschichte gelang es den von Fabian bis zum Ende des 18. Jahrhunderts, alle Rechte und Hebungen in Gartow in ihren Besitz zu bringen.
Hermann von Brunn hatte 1491 einen Wohnhof in Gartow; ihm standen unterschiedlich hohe Geld- und Naturalabgaben von acht Höfen und von drei Kossäten zu; außerdem die Dienste eines Einhufenbauern und von zwei Kossäten. Dieser Wohnhof bestand auch 1525 noch. 1542 saß ein Hinrich von Brunne in Gartow. Später waren die von Brunn in Brunn und Tornow angesessen. Nach 1644 war dieser Besitztitel an die von Fabian übergegangen.
Achim und Berthold von Kahlbutz von Kampehl hatten geringe Abgaben von drei Bauernhöfen. Diese Abgaben im Besitz derer von Kahlbutz in Kampehl lassen sich z. T. bis ins 18. Jahrhundert verfolgen. Auch dieser Anteil muss danach an die von Fabian übergegangen sein.
Die von Schönermark hatten 1491 einen Zweihufenhof mit allen Rechten und Abgaben. 1525 hatte Andreas von Schönermark einen Wohnhof in Gartow. Der Anteil der von Schönermark in Wusterhausen/Dosse, später zu Metzelthin ist bis 1644 nachgewiesen; danach muss er an die von Fabian gekommen sein. Nach dem Schossregister von 1542 war Andreas Schonermark immer noch Besitzer eines Rittersitz in Gartow, von dem er 5 Gulden für seine Person geben musste.
Die Kinder des Luttke von Rathenow bezogen 1491 geringe Geldabgaben von drei Bauernhöfen. Der Anteil der von Rathenow in Plänitz an diesen drei Höfen ging 1581 an die von Reiche zu Metzelthin über, die sie bis 1671 behaupteten. Danach kamen die von Weitzke in Metzelthin in den Besitz der Hebungen, bevor sie 1705 ebenfalls an die von Fabian in Gartow kamen.
Ein Roleke Borchagen bezog einen großen Teil der Naturalabgaben von zwei Bauernhöfen aus Gartow. Henning von Gühlen von Barsikow hatte 1491 meist Geldabgaben von acht Bauernhöfen in Gartow. Die weitere Geschichte dieser Besitzanteile ist unklar. Sie kamen wohl bald nach 1491 an die von Fabian.
Schon vor 1491 hatten die von Fabian Gartow in Besitz. Da in dieser Urkunde immer von den Fabian gesprochen wird, kann man davon ausgehen, dass es damals entweder die erst später dokumentierten zwei Wohnhöfe der von Fabian schon gab oder ein Wohnhof war im Besitz von zwei oder mehreren Brüdern Fabian; dazu kam der obige Wohnhof des Hermann von Brunn. 1525 waren die von Fabian im Besitz des Gerichts, von zwei freien Wohnhöfen mit fünf Hufen, Diensten und Hebungen. Nach dem Landregister des Landes Ruppin von 1525 gehörte der Ort den von Fabian und den von Brunn. Drei Viertel Erbsen ging an die Herrschaft Neustadt. Die Herrschaft Neustadt (Dosse) war zu drei Vierteln landesherrlich, zu einem Viertel gehörte sie Baltzer von Rohr. 1541 wohnte Matthias von Fabian auf einem der Rittersitze in Gartow; er ist auch für 1542 nachgewiesen. Mathis fabian tho Gartow musste nach dem Schossregister von 1542 für seine Person 20 Gulden bezahlen, insgesamt 25 Gulden 20 Lübecker Schillinge.
Nach dem „Verzeichnuß der Roßdienste der Prelaten, Grafen, und Dero von der Ritterschaft des Churfürstenthumbs der Marck Brandenburgk. Wie Ao. 1565 dauon gesteuert worden.“ von 1565 mussten „Joachim Witstruck zue Cantow“, „Henningk Driplatz und die v. Brunn zu Brun“, „Heinrich Brun zu Bersekow und Matthiaß Fabian zu Gattow“ zusammen ein Kriegspferd stellen. 1561 heirateten Kersten von Fabian auf Gartow und Ursula von Röbell. 1571 und 1644 gehörten den von Fabian die Gerichte, die Schäfereigerechtigkeit, zwei Wohnhöfe mit sechs Hufen, neun Hüfner und fünf Kossäten. 1572 war Kristian von Fabian von Gartow auf dem Landtag in Berlin anwesend. 1574 vereinbarten Joachim von Gühlen auf Rohrlack und Hedwig von Fabian aus dem Hause Gartow ein Ehegeld von 350 Talern. Vom Ende des 16. Jahrhunderts stammt eine Nennung von Hans und Wulf von Fabian, Söhne des Kersten’s sel. Söhne 1602 war ein Hans von Fabian Vormund der unmündigen Söhne des Lüdeke von Kröcher. Hans von Fabian war mit Anna von Grabow verheiratet. 1617 heiratete seine Tochter den Heinrich von Knoblauch, die Tochter Ottilie war mit dessen Bruder Albrecht von Knoblauch verheiratet. 1619 und 1633 saß Henning von Fabian auf Gartow. Er war mit Elisabeth von Redern verheiratet. 1666 stellten die von Fabian auf Gartow ein Lehnpferd. 1670 vereinbarten George Ernst von Fabian auf Gartow und Catharina Margaretha von Brunn, Tochter des Caspar Albrecht von Brunn auf Lentzke und der Agnes Judith von Fabian bei ihrer Eheschließung 750 Taler Ehegeld und 250 Taler Schmuckgeld. Georg Ernst heiratete später Anna Margaretha von Rohr, Tochter des Claus Albrecht von Rohr auf Tramnitz. Nach seinem Tod heiratete seine Witwe 1696 den Christoph Daniel von Warnstedt auf Metzelthin, Cornet im kurfürstlich-brandenburgischen Heer. Luise Hedwig von Fabian (1698–1755) aus dem Hause Gartow war mit Ehrenreich Sigismund von Bredow verheiratet. Der Premierlieutenant Wilhelm Ehrenreich von Fabian erhielt 1770 seinen Abschied aus der Armee und ging auf sein Gut in Gartow zurück. 1791 heiratete eine von Fabian einen Freiherrn von Grabow, dem sie den Gartow’schen Besitz beibrachte. 1815 sollte das Rittergut auf vier oder acht Jahre verpachtet werden. 1817 wird im Amtsblatt die Hauptmännin von Fabian zu Gartow genannt. 1820 gab die „verwitwete Freiin von Grabow, geborene von Fabian auf Gartow“ die Verlobung ihrer ältesten Tochter Henriette mit dem Hauptmann Freiherrn von Grabow bekannt. 1828 war der Besitz anscheinend immer noch nicht geteilt: Besitzer sind die Erben des Freiherrn v. Grabow. 1837 wird als Besitzer des Rittergutes die „Hauptmann von Grabowsche Erben“ angegeben. 1857 gehörte das Rittergut Gartow dem Freiherrn Max von Romberg auf Brunn. Auch Riehl und Scheu führen 1861 als Besitzer des Rittergutes Gartow von Romberg auf Brunn auf. Hermann von Quast (1812–1888), Rittergutsbesitzer auf Garz, erwarb das Rittergut Gartow zu einem unbekannten Zeitpunkt. Das Generaladressbuch von 1879 nennt ihn als Besitzer von Gartow, das zu jenem Zeitpunkt eine Größe von 240 ha hatte.
Aus Hermann von Quasts erster Ehe mit Natalie, geb. von Laffert (1820–1850), stammte der Sohn Erich von Quast (1844–1915), seit 1877 mit Minka, geb. Freiin von Haxthausen (1846–1901), verheiratet. Er erbte Gartow mit dem Tod seines Vaters, ließ das Gut aber, da er als aktiver Offizier in West- und Norddeutschland stationiert war, von einem Verwalter bewirtschaften. 1910 ist als Verwalter Louis Klingenberg erwähnt. Nach dem Tod Erich von Quasts, der ohne männlichen Erben verstarb, fiel Gartow, dem Testament Hermann von Quasts entsprechend, an den nächstältesten Sohn Otto von Quast (1858–1939) aus Hermann von Quasts zweiter Ehe mit Louise, geb. von Knoblauch (1832–1860), aus dem Hause Pessin. Dieser verpachtete es an seinen Sohn Wolf Gottfried von Quast (* 30. März 1889 in Barsikow), der 1925 die baltische Baroness Margitta von Maydell heiratete. Das Rittergut Gartow hatte 1929 eine Betriebsgröße von 248 Hektar. 1945 wurde von Quast vertrieben und in der Bodenreform enteignet. Er starb am 3. August 1948, seine Frau Margaretha am 16. April 1961 in Eisenach.

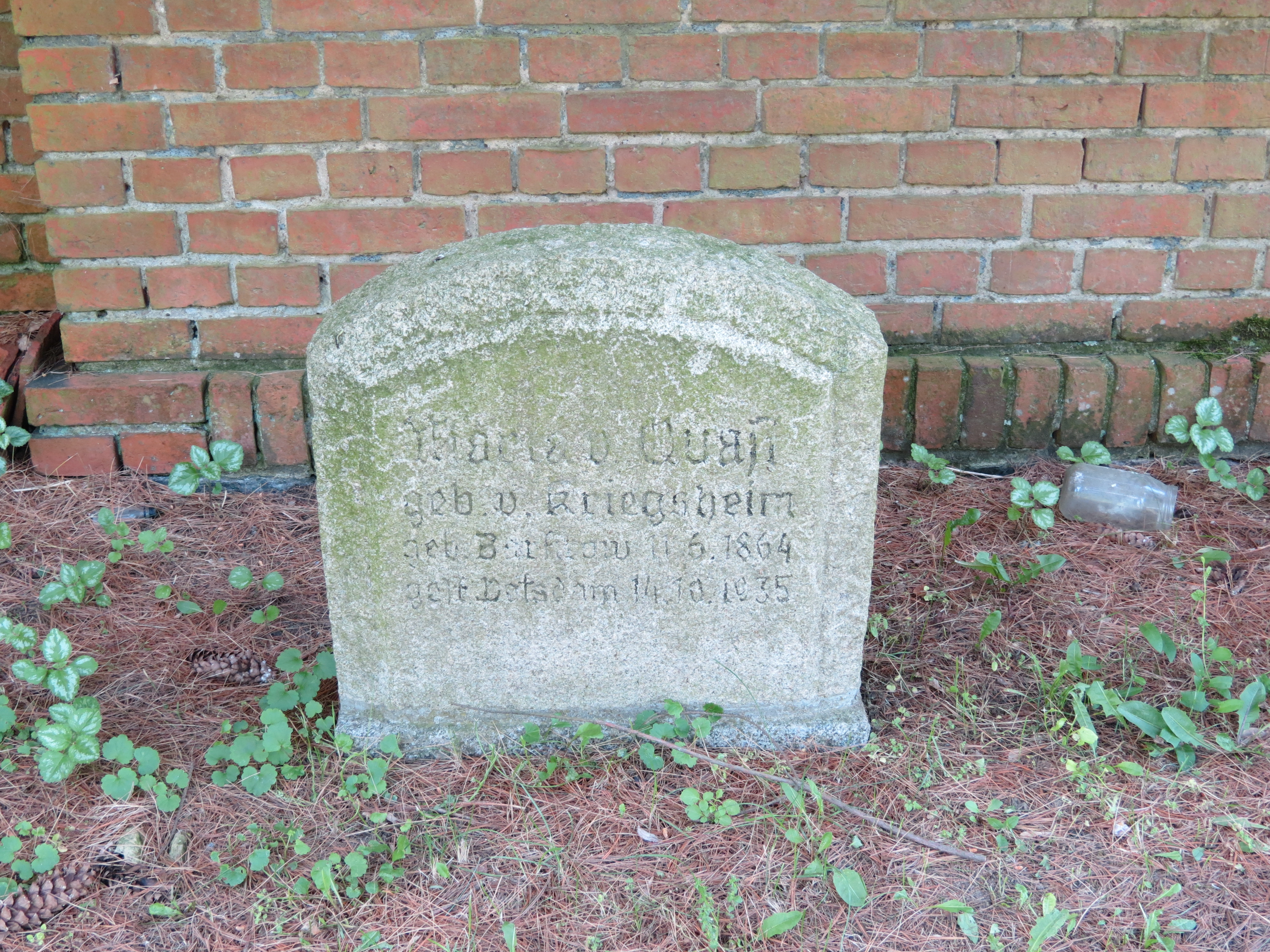
Epitaph oder Grabstein der Maria von Quast an der Dorfkirche

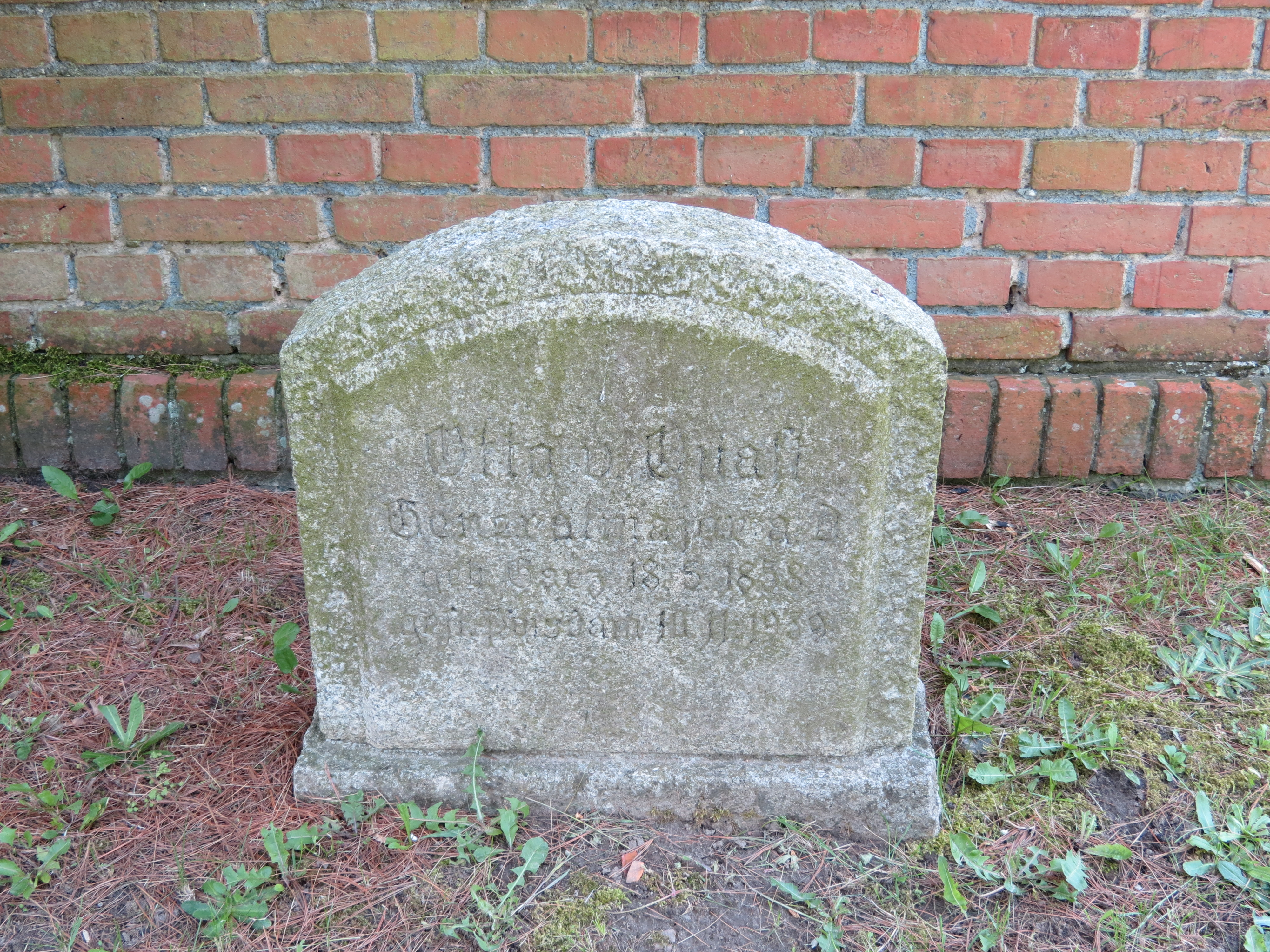
Epitaph oder Grabstein des Otto von Quast

### Dorfgeschichte
1422 schlugen mecklenburgische Raubritter einen Mann aus Gartow tot und nahmen ihm seine zwei Pferde weg. 1491 hatte die Feldmark 18½ Hufen, die sich auf acht Zweihufenhöfe, einen Anderthalbhufenhof und einen Einhufenhof verteilten. Neben den zehn Bauern waren außerdem acht Kossäten im Dorf ansässig. 1540 gab es neben dem Schulzenhof zwölf Hufenbauern, acht Kossäten, einen Kuhhirten und einen Schäfer. 1624 waren es nur noch zehn Hufenbauern, dafür elf Kossäten; außerdem ein Pachtschäfer, ein Hirt und ein Hirtenknecht. Der Dreißigjährige Krieg traf den Ort besonders hart. 1652 waren alle zehn Bauernstellen, die es vor dem Krieg gab, unbesetzt. Von den elf Kossätenstellen waren acht unbesetzt. Sogar 1687 waren von den vier Einhufenhöfen immer noch zwei nicht besetzt, dagegen waren die sechs Zweihufenhöfe alle wieder bewirtschaftet. Von den elf Kossätenhöfe waren noch acht Höfe nicht besetzt. Die Hufentabelle von 1671 gibt für Gartow zehn Bauernhöfe, 17 (Bauern-)Hufen und acht Kossäten an. 1750, 1766 und 1777 gab es Viehseuchen im Dorf. Das Gut wurde 1772 separiert und hatte zehn Hufen.
1798 wohnten sieben Ganzbauern, ein Halbbauer und vier Kossäten im Dorf. Die Aussaat einschließlich des Gutes betrug zwei Wispel zehn Scheffel Weizen, 15 Wispel sechs Scheffel Roggen, zehn Wispel 22 Scheffel Gerste, acht Wispel drei Scheffel Hafer, zwei Wispel 23 Scheffel Erbsen, 15 Scheffel Wicken, sechs Wispel sechs Scheffel Kartoffeln und 19 Scheffel Leinsamen. 34 Morgen waren mit Klee besät. Der Viehbestand betrug 52 Pferde, 193 Stück Rindvieh, 574 Schafe und 67 Schweine. An Abgaben waren zu entrichten, 135 Reichstaler 6 Groschen und 10 Pfennige an Kontribution, 54 Reichstaler, 4 Groschen Kavalleriegeld und 4 Reichstaler 3 Groschen Metzkorngeld. Im Dorf gab es 21 Feuerstellen (Wohngebäude), die mit 9.100 Reichstalern versichert waren. Die Abgaben beliefen sich auf 135 Reichstaler 6 Gulden 10 Pfennige Kontribution, 54 Reichstaler 4 Gulden Geld und 4 Reichstaler 3 Gulden Metzkorngeld.
1798 lebten 163 Menschen in Gartow, neben den Bauern noch ein Gärtner, sieben Einlieger, zwei Hirten und ein Leinweber.
Im Jahr 1801 wohnten sieben Ganzbauern, ein Halbbauer, vier Kossäten, acht Einlieger im Dorf; es gab eine Schmiede und „Krüge“ (wie viele?). Die Bauern bewirtschafteten 17 Hufen, zum Rittergut gehörten 10 Hufen. 1840 wurden 25 Häuser im Ort gezählt. 1860 wurden im Gemeindebezirk gezählt: zwei öffentliche Gebäude, 21 Wohngebäude und 35 Wirtschaftsgebäude, zum Gutsbezirk gehörten 5 Wohnhäuser und 8 Wirtschaftsgebäude. 1861 Schule ist eine Dorfschule belegt. Im Dorf standen 24 Häuser, in denen 120 Einwohner lebten. 1891 besaßen die sechs Bauern, 41, 40, 33, 33, 28 und 17 ha, die drei Kossäten 15, 14 und 13 ha, der Schmiedemeister 5 ha und ein Milchpächter 4 ha. Ohne Landbesitz waren der Lehrer, zwei Altsitzer, ein Händler, fünf Knechte und vier Mägde. Um 1900 waren die Zahl der Wohngebäude im Gemeindebezirk auf 25 gestiegen, im Gutsbezirk blieb die Zahl der Wohnhäuser gleich. Nach dem Zweiten Weltkrieg wurde der letzte Besitzer des Rittergutes Wolf Gottfried von Quast enteignet. 195,16 Hektar wurden an 27 Siedler verteilt. 1955 gründete sich eine erste LPG mit 16 Mitgliedern, die 119 ha in Genossenschaftsbesitz einbrachten. 1960 waren bereits 72 Mitglieder in der Genossenschaft organisiert, die LPG bewirtschaftete 541 ha.
| Einwohnerentwicklung in Gartow von 1766 bis 2012 | Einwohnerentwicklung in Gartow von 1766 bis 2012 | Einwohnerentwicklung in Gartow von 1766 bis 2012 | Einwohnerentwicklung in Gartow von 1766 bis 2012 | Einwohnerentwicklung in Gartow von 1766 bis 2012 | Einwohnerentwicklung in Gartow von 1766 bis 2012 | Einwohnerentwicklung in Gartow von 1766 bis 2012 | Einwohnerentwicklung in Gartow von 1766 bis 2012 | Einwohnerentwicklung in Gartow von 1766 bis 2012 | Einwohnerentwicklung in Gartow von 1766 bis 2012 | Einwohnerentwicklung in Gartow von 1766 bis 2012 | Einwohnerentwicklung in Gartow von 1766 bis 2012 | Einwohnerentwicklung in Gartow von 1766 bis 2012 | Einwohnerentwicklung in Gartow von 1766 bis 2012 | Einwohnerentwicklung in Gartow von 1766 bis 2012 | Einwohnerentwicklung in Gartow von 1766 bis 2012 | Einwohnerentwicklung in Gartow von 1766 bis 2012 | Einwohnerentwicklung in Gartow von 1766 bis 2012 | Einwohnerentwicklung in Gartow von 1766 bis 2012 | Einwohnerentwicklung in Gartow von 1766 bis 2012 |       |
| ------------------------------------------------ | ------------------------------------------------ | ------------------------------------------------ | ------------------------------------------------ | ------------------------------------------------ | ------------------------------------------------ | ------------------------------------------------ | ------------------------------------------------ | ------------------------------------------------ | ------------------------------------------------ | ------------------------------------------------ | ------------------------------------------------ | ------------------------------------------------ | ------------------------------------------------ | ------------------------------------------------ | ------------------------------------------------ | ------------------------------------------------ | ------------------------------------------------ | ------------------------------------------------ | ------------------------------------------------ | ----- |
| Jahr                                             | 1766                                             | 1785                                             | 1798                                             | 1817                                             | 1840                                             | 1858                                             | 1875                                             | 1895                                             | 1910                                             | 1925                                             | 1933                                             | 1939                                             | 1946                                             | 1950                                             | 1964                                             | **1971                                           | 1981                                             | 1991                                             | 1996                                             | 2012  |
| Einwohner                                        | 163                                              | 148                                              | 163                                              | 129                                              | 159                                              | 169                                              | 170                                              | 180                                              | 189                                              | 208 (209*)                                       | 180                                              | 175                                              | 302                                              | 260                                              | 174                                              | 184                                              | 159                                              | 134                                              | 129                                              | 115** |

- Nach dem Historischen Ortslexikon, ** Nach der Webseite

### Politische und kommunale Zugehörigkeit
Das Landregister des Grafen Johann von Lindow von 1491 führt den Ort unter dem Land Wusterhausen auf. Auch nach der Ersterwähnungsurkunde von 1293 gehörte Gartow zum Land Wusterhausen, das damals im Besitz der brandenburgischen Markgrafen war. Das Land Wusterhausen war ursprünglich sehr wahrscheinlich eine unabhängige Herrschaft, die 1147 im Gefolge des Wendenkreuzzuges entstanden war. Sie kam im Verlauf des letzten Drittels des 13. Jahrhunderts an die brandenburgischen Markgrafen. Markgraf Woldemar verpfändete wahrscheinlich 1317 Stadt und Land Wusterhausen an die Grafen von Lindow. 1326 bestätigte Markgraf Ludwig der Stadt Wusterhausen einige Privilegien, d. h. das Land Wusterhausen befand sich zu dieser Zeit wieder in der Hand des Markgrafen. 1334 verpfändete er das Land Wusterhausen erneut an die Grafen von Lindow. 1349 wurde es erbliches Lehen. Von dieser Zeit an verblieb das Land Wusterhausen bei der Herrschaft Ruppin. Das Landbuch rechnet die Stadt Wusterhausen 1375 jedoch zur Prignitz und zugleich zum Comitatus Lindowensis (S. 65). Nach dem Übergang der Herrschaft Ruppin in den direkten Besitz der brandenburgischen Markgrafen bildete sich im 16. Jahrhundert die Kreisverfassung heraus, aus dem später der Ruppinsche Kreis der Mark Brandenburg hervorging. Mit der Kreisreform von 1815/6 ging dieser Kreis nur wenig verändert in den Kreis Ruppin der Provinz Brandenburg über. Mit der Bildung der Amtsbezirke in der damaligen Provinz Brandenburg wurde Gartow dem Amtsbezirk No. 8 Dessow (des Kreises Ruppin) zugewiesen. Amtsvorsteher wurde Rittergutsbesitzer von Kriegsheim in Dessow, sein Stellvertreter Administrator Booß in Brunn.
In der Kreisreform von 1952 in der damaligen DDR, in der die alten Kreise zerschlagen wurden, kam Gartow zum Kreis Kyritz, der aus Teilen der alten Kreise Ostprignitz und Ruppin gebildet worden war. Der Kreis Kyritz, 1990–1993 noch in Landkreis Kyritz umbenannt, ging mit der Kreisreform von 1993 im Landkreis Ostprignitz-Ruppin auf.
Im 19. Jahrhundert wurde Gartow selbständige Gemeinde, zu der 1860 jedoch nur etwa die Hälfte der Gemarkung (966 Morgen) gehörte, die andere Hälfte gehörte zum Gutsbezirk Gartow des Max von Romberg (949 Morgen). Erst 1928 wurden Gemeindebezirk und Gutsbezirk vereinigt. 1992 schloss sich Gartow mit 14 anderen Gemeinden zum Amt Wusterhausen zusammen. Zum 1. Mai 1997 wurde Gartow in die Stadt Wusterhausen/Dosse eingemeindet. Seit Auflösung des Amtes Wusterhausen und Bildung der Gemeinde Wusterhausen/Dosse hat Gartow den kommunalpolitischen Status eines Ortsteils der Gemeinde Wusterhausen/Dosse. In Gartow wird ein Ortsvorsteher direkt gewählt.

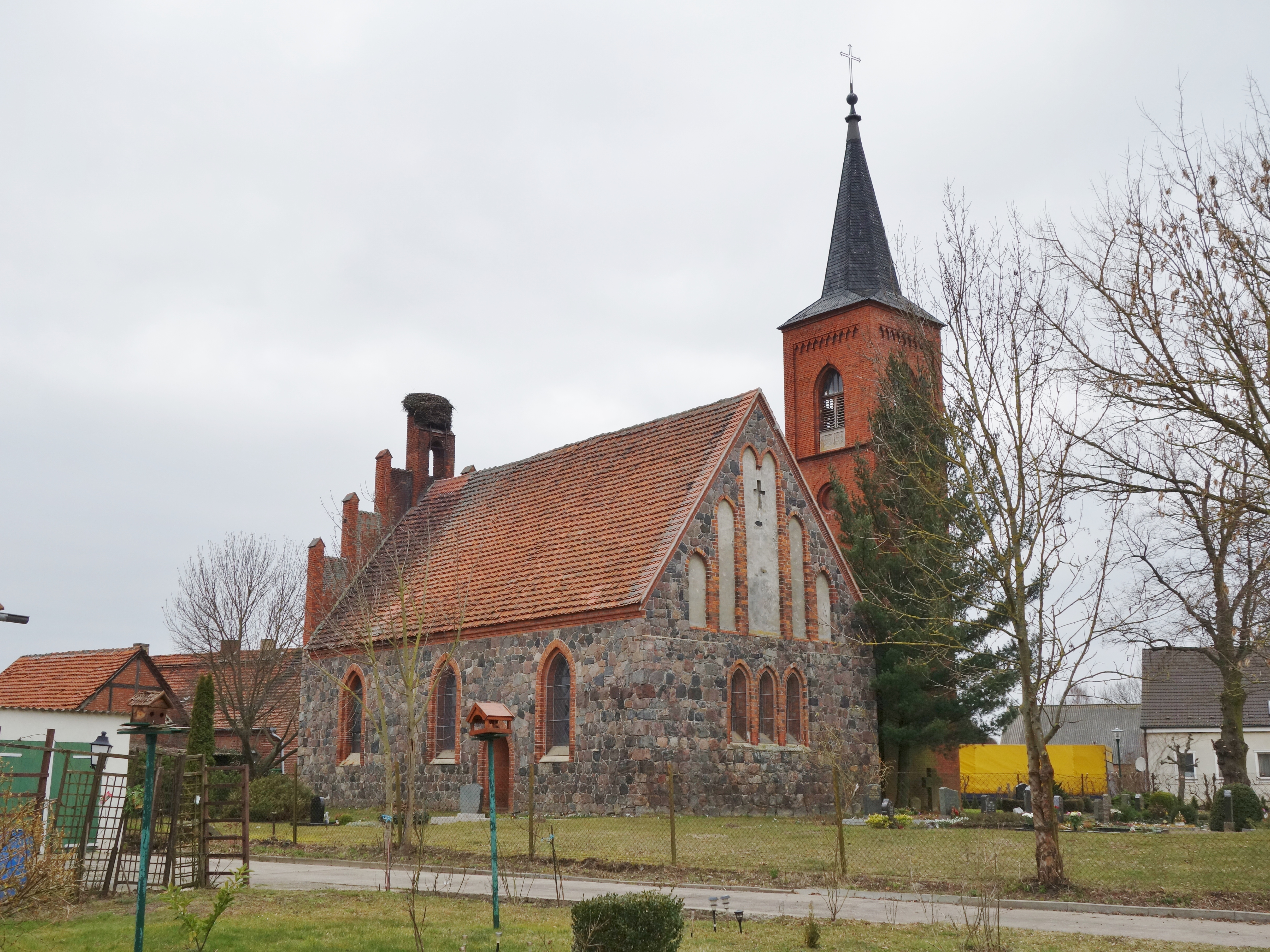
Dorfkirche Gartow

### Kirchliche Zugehörigkeit
1540 und 1581 war Gartow eine Tochterkirche von Wusterhausen/Dosse. Es gab aber einen Pfarrhof, zu dem eine Hufe Land gehörte. Der Pfarrer erhielt davon 12 Scheffel Roggen, 8 Scheffel Gerste, 8 Scheffel Hafer und einen halben Gulden in Geld. Außerdem standen ihm zu ein Rauchhuhn, der Kornzehnt auf der gesamten Feldmark, der ungefähr 3 Wispel betrug, der Flachszehnt, der dritte Teil des Fleischzehnten, 12 Pfennige von Begräbnissen und Einführungen (Brautgeld, Einsegnungen nach Schwangerschaften), sowie Wurst und Eier. Letztere musste er sich aber mit dem Küster teilen. Außerdem stand dem Pfarrer noch der Vierzeitenpfennig zu. Der Küster erhielt 10 Scheffel, weiter jedes Quartal einen Pfennig aus jedem Haus, bei Begräbnissen und den Einführungen halb so viel wie der Pfarrer. Dem Gotteshaus gehörte ein Kelch und Land, das aber zu Pacht ausgetan war. Die Pacht für das Kirchenland betrug jährlich fünf Scheffel Roggen und fünf Scheffel Gerste. Der Gotteshaus gehörte außerdem ein Kohlgarten, der fünf Schillinge Zins einbrachte und ein Stück Land, das ebenfalls fünf Schillinge zinste, aber nur, wenn es auch besät wurde.
Patron war der Landesherr bzw. der Fiskus. 1541 gehörte zur Pfarre ein Pfarrhof mit einer Hufe Land. Der Küster hatte 22 Scheffel Roggen (von jeder Hufe ein Scheffel). Die Kirche hatte außerdem noch Land zu drei Scheffeln Aussaat.
Gartow gehört heute (2016) als selbständige Kirchengemeinde mit Gemeindekirchenrat zum Wusterhausener Kirchensprengel im Kirchenkreis Prignitz. Das Kirchengebäude ist noch im Besitz der Kirchengemeinde, der das Gebäude umgebende Friedhof sowie die Leichenhalle gehören jedoch der Kommune.

## Denkmale und Sehenswürdigkeiten
Einziges eingetragenes Baudenkmal (Nr.09170546) im Ort ist die Dorfkirche Gartow in der Dorfstraße. Es handelt sich um einen rechteckigen Feldsteinbau mit separat stehendem Turm. Der Turm ist mit dem Kirchenschiff durch einen gedeckten Gang aus Ziegeln verbunden. Vermutlich stammt der rechteckige Ursprungsbau (ohne Turm) aus dem 14. Jahrhundert. Er brannte 1864 ab, die Ruine wurde bis 1868 wieder aufgebaut und dabei völlig neugotisch überformt. Die Blendquaderschale wurde komplett erneuert, auch die beiden Ziergiebel sind weitgehend mit neuen Ziegeln gemauert. Zeitgleich wurde auch der freistehende, nördlich des Schiffes stehende Turm erbaut. Nach dem Dehio sollen die Giebel noch die ursprüngliche mittelalterliche Blendengliederung bewahren. Der Ostgiebel ist verkürzt. Eine Restaurierung der Kirche fand 1968 statt.